# Benny Moré

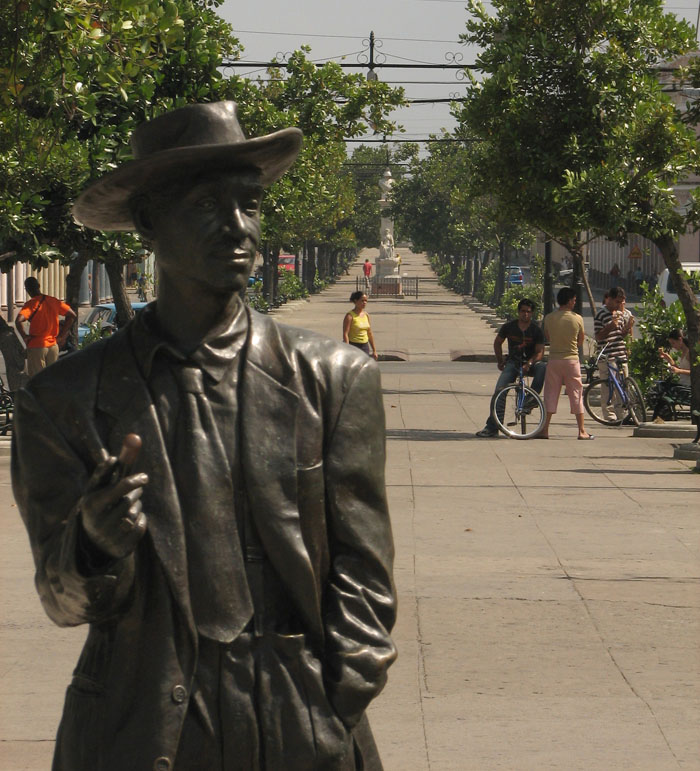
Bronzestatue von Benny Moré in Cienfuegos, Kuba.

Benny Moré, eigentl. Bartolomé Moré, (* 24. August 1919 in Santa Isabel de las Lajas, Kuba; † 19. Februar 1963 in Havanna) war ein kubanischer Sänger, der insbesondere Son montuno, Mambo und Bolero interpretierte.

## Leben und Wirken
Moré wurde als ältestes von 18 Kindern in Santa Isabel de las Lajas in der früheren Provinz Las Villas in Zentralkuba geboren. Mit sechs Jahren lernte er Gitarre zu spielen und mit 20 trat er regelmäßig in den Bars und Cafés von Havanna auf; zu dieser Zeit benutzte er noch seinen eigenen Namen.
Anlässlich diesen Auftritten machte Moré Bekanntschaft mit dem Trío Matamoros, dessen Sänger er später auch wurde. 1945 ging er mit dem Conjunto Matamoros nach Mexiko, wo er als einziges Bandmitglied blieb und seinen Künstlernamen Benny Moré annahm. In Mexiko-Stadt freundete sich Moré mit dem Pianisten Dámaso Pérez Prado an und trat zusammen mit diesem auch öfter auf.
Ende 1950 kehrte er nach Kuba zurück und schloss sich 1952 dem Orquesta Aragón an. Mit der Banda Gigante gründete er ein großes Ensemble von bis zu vierzig Musikern, denen er ihre Stimmen vorsang, weil er keine Noten aufschreiben konnte. 1956 und 1957 spielten sie in Venezuela, Jamaika, Haiti, Kolumbien, Panama, Mexiko und den Vereinigten Staaten von Amerika.
Nach der kubanischen Revolution blieb Moré auf Kuba und starb dort im Alter von 43 Jahren an Pankreatitis. Man schätzte, dass über 100.000 Fans an seiner Beerdigung teilnahmen.

## Ehrungen und Rezeption
Zu seinem Gedenken findet jedes Jahr im September in Cienfuegos auf Kuba ein Festival statt, das seinen Namen trägt. Auf der Hauptstraße von Cienfuegos steht eine lebensgroße Bronzestatue des Künstlers.
2006 erschien der Spielfilm El Benny, das Debütwerk des kubanischen Regisseurs Jorge Luis Sánchez, das an der Lebensgeschichte Morés orientiert ist. Am musikalischen Soundtrack waren Stars der zeitgenössischen Musik Kubas beteiligt, darunter Chucho Valdés, Juan Formell und Orishas.